# (466813) 2015 BF128
(466813) 2015 BF128 es un asteroide perteneciente al cinturón de asteroides, descubierto el 8 de octubre de 2008 por el equipo Spacewatch desde el Observatorio Nacional de Kitt Peak (Arizona, Estados Unidos).